# Meromacrus aurifer
Meromacrus aurifer är en tvåvingeart som beskrevs av Hull 1942. Meromacrus aurifer ingår i släktet Meromacrus och familjen blomflugor. Inga underarter finns listade i Catalogue of Life.